# Simone Beccadelli di Bologna
Simone Beccadelli di Bologna (Palermo, 30 settembre 1419 – Palermo, 8 gennaio 1465) è stato un arcivescovo cattolico e politico italiano.

## Biografia
Le informazioni su Simone Beccadelli sono molto scarse. Figlio di Carlo Beccadelli, a sua volta secongogenito di Vannino capostipite del ramo siciliano dei Beccadelli di Bologna, cugino del Panormita, Simone Beccadelli studiò forse diritto all'Università di Padova. Fu nominato arcivescovo di Palermo da papa Eugenio IV il 30 maggio 1446 su proposta di Alfonso V d'Aragona; la carica comportava anche la presidenza del braccio ecclesiastico del parlamento di Sicilia che si riunì lo stesso anno e scelse Simone Beccadelli come membro di un'ambasceria per re Alfonso a Napoli, assieme a Federico Abbatelli di Cammarata e ad Antonio de Luna; il 23 ottobre 1446 Alfonso V approvò cinquantuno capitoli, che costituiranno per secoli uno dei capisaldi della legislazione della Sicilia, e il testo del Ritus Magnae Regiae curiae et totius Regni Siciliae curiarum, base della procedura giudiziaria del Regno di Sicilia. Fece parte di una nuova ambasceria nel 1452 a Torre del Greco, dove si ebbe l'approvazione di nuovi capitoli.
Sostituì due volte (nel maggio del 1450 e dall'agosto del 1453 all'ottobre del 1455) nel governo della Sicilia il viceré Lope Ximénez de Urrea, col quale fu peraltro in ottimi rapporti. Nel 1459 fu inviato dal comune di Palermo, con Antonio de Luna, Guglielmo Raimondo Moncada, Vassallo Speciale e Girolamo Ansalone, come membro di una missione presso Giovanni II d'Aragona per chiedergli misure a favore del principe Carlo di Viana e che preludevano al distacco del Regno di Sicilia dal Regno d'Aragona. Tuttavia, quando l'ambasciata giunse a Barcellona (gennaio 1460) Carlo di Viana aveva già rinunciato formalmente alla Sicilia. L'ambasciata siciliana decise allora di rovesciare le direttive iniziali cercando di ottenere dal re Giovanni importanti concessioni e privilegi. Il vescovo ebbe una parte di primo piano e da allora Giovanni II lo considerò un interlocutore siciliano autorevole e il 13 settembre 1464 nominò il fratello Federico Beccadelli capitano giustiziere di Palermo, come era stato sollecitato da Simone. Simone riuscì inoltre a far annullare la decisione di Giovanni II, dell'agosto 1461, di sostituire il viceré Lope Ximénez de Urrea, amico del Beccadelli, con Bernardo Requesens.
Per quanto riguarda l'amministrazione della diocesi di Palermo, Simone Beccadelli ottenne da papa Niccolò V con la breve del 24 marzo 1447 il riconoscimento dei diritti della diocesi palermitana come chiesa metropolitana, che erano stati messi in discussione dal vescovo di Agrigento; ottenne per la mensa arcivescovile i feudi Hieracelli e Xattabeni; iniziò la costruzione di un nuovo palazzo arcivescovile. Fu collettore generale delle decime della Sicilia, commissario apostolico, e resse per un certo tempo anche la diocesi di Monreale.